# Christoph Fildebrandt
Christoph Fildebrandt, né le 27 mai 1989 à Wuppertal, est un nageur allemand participant aux épreuves de nage libre.

## Carrière
Aux championnats d'Europe en petit bassin 2010, il est médaillé d'argent lors du relais 4 × 50 m nage libre. Il participe ensuite aux Jeux olympiques d'été de 2012 à Londres, où il prend part à la finale du relais 4 × 50 m, terminant sixième. Aux championnats du monde en petit bassin 2012, il est médaillé de bronze au relais 4 × 200 m nage libre avec Paul Biedermann, Dimitri Colupaev et Yannick Lebherz.

## Palmarès

### Championnats du monde

#### En petit bassin
- Championnats du monde 2012 à Istanbul (Turquie) :
  -  Médaille de bronze au titre du relais 4 × 200 m nage libre.

### Championnats d'Europe

#### En petit bassin
- Championnats d'Europe 2010 à Eindhoven (Pays-Bas) : 
  -  Médaille d'argent du relais 4 × 50 m nage libre